# Ценолида сетчатая
Ценолида сетчатая (лат. Caenolyda reticulata) — вид пилильщиков (Pamphiliidae) из надсемейства Pamphilioidea. Европа. Редкий вид, включённый в Красные книги России и Украины.

## Распространение
Северная, средняя и восточная Европа. В России вид обнаружен в виде единичных находок в Московской и в Ленинградской области. На Украине найден во Львовской, Житомирской и Киевской областях.

## Описание
Длина тела от 12 до 15 мм. Красновато-чёрные: голова, усики, ноги и грудь чёрные, брюшко в средней части с красными тергитами. Крылья с красными жилками. Усики состоят из 22—32 сегментов, из которых 1-й членик самый длинный. Обитают в сосновых и смешанных лесах. Личинки питаются хвоей сосны обыкновенной (Pinus sylvestris).

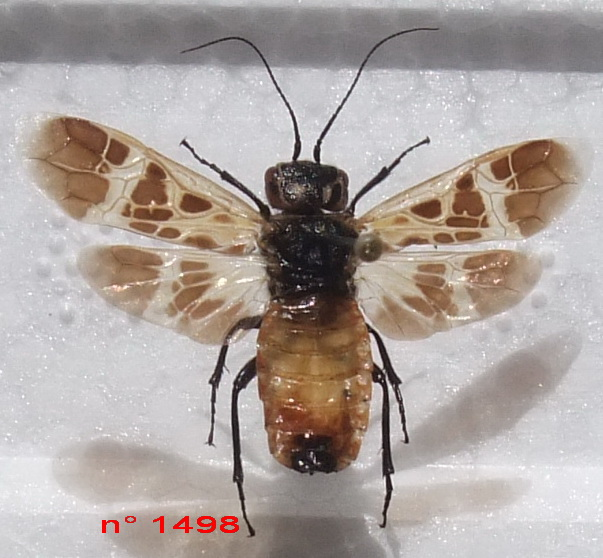
Ценолида сетчатая, музейный экземпляр.

## Охранный статус
Вид внесен в Красную книгу России (категория 2 — сокращающийся в численности вид) и Красную книгу Украины и некоторые региональные охранные списки: Красную книгу Московской области, Красную книгу Рязанской области.